# Ровіто

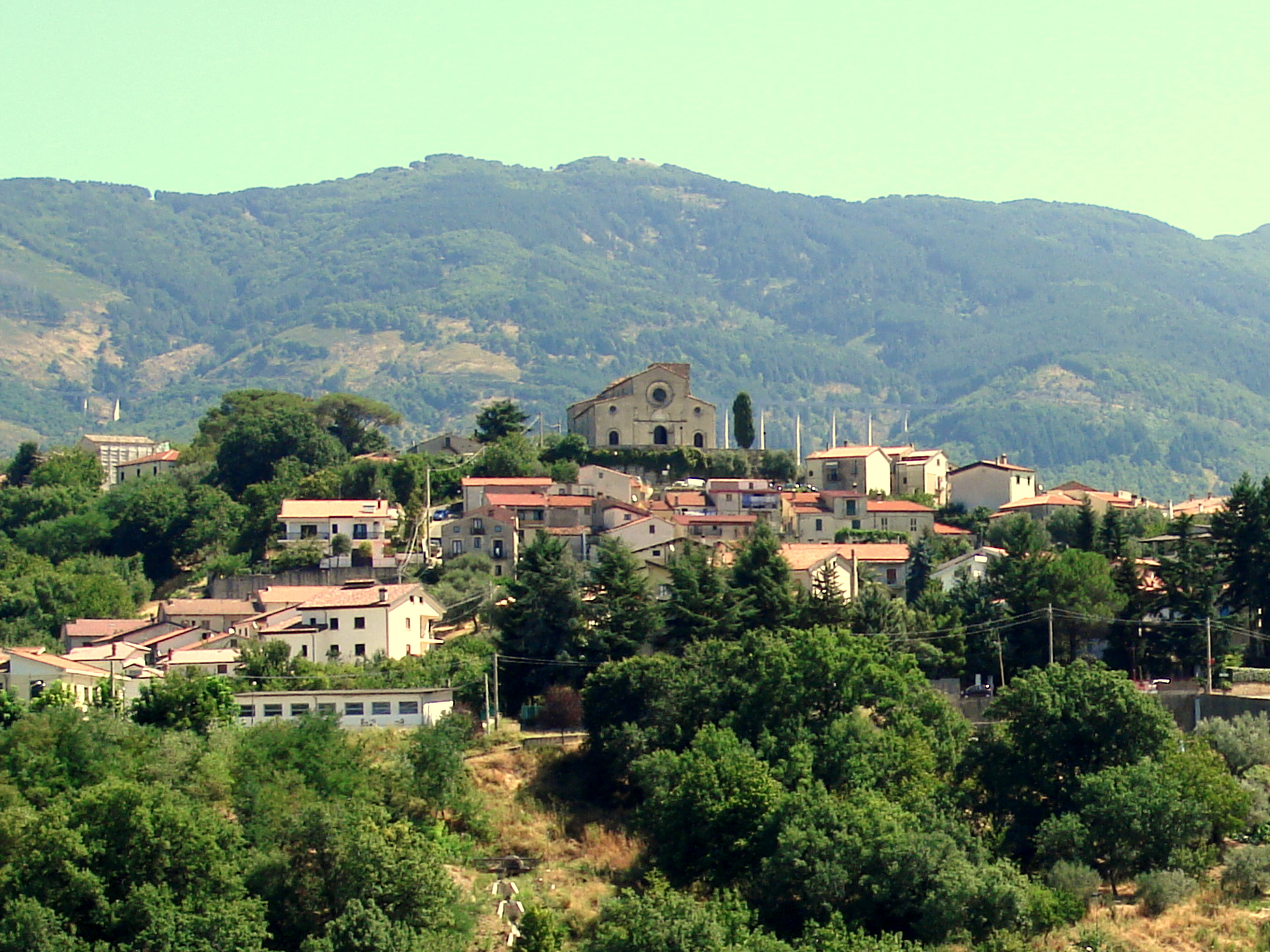

Ровіто (італ. Rovito, сиц. Ruvitu) — муніципалітет в Італії, у регіоні Калабрія, провінція Козенца.
Ровіто розташоване на відстані близько 440 км на південний схід від Риму, 55 км на північний захід від Катандзаро, 7 км на схід від Козенци.
Населення — 3185 осіб (2014).
Покровитель — Свята Варвара (Santa Barbara).

## Демографія
Населення за роками:

Станом на 1 січня 2023 року в муніципалітеті офіційно проживали 72 іноземці з 18 країн, серед них 26 громадян країн Євросоюзу та 2 громадяни України.

## Уродженці
- Франческо Ріццо (*1943) — відомий у минулому італійський футболіст, півзахисник.

## Сусідні муніципалітети
- Казоле-Бруціо
- Челіко
- Козенца
- Лаппано
- Сан-П'єтро-ін-Гуарано
- Трента
- Дзумпано